# Ryohei Arai
Ryohei Arai (født 3. november 1990) er en japansk fodboldspiller, som spiller for den japanske fodboldklub Ventforet Kofu.